# Академічне веслування на літніх Олімпійських іграх 2020 — парні четвірки (жінки)
Змагання з академічного веслування в парних четвірках серед жінок на літніх Олімпійських іграх 2020 року відбудуться з 23 по 27 липня 2021 року на Веслувальному каналі Сі Форест. Очікується, що змагатимуться 40 веслувальниць з 10 країн.

## Передумови
Це буде 12-та поява цієї дисципліни на Олімпійських іграх. Її проводили щоразу відтоді, як 1976 року до програми Олімпійських ігор ввели жіноче академічне веслування.

## Кваліфікація
Кожен Національний олімпійський комітет (NOC) може виставити в цій дисципліні не більш як одного човна (чотирьох веслувальниць). 10 квот розподілено таким способом:
- 8 через Чемпіонат світу 2019 року
- 2 через Фінальну кваліфікаційну регату

## Формат змагань
У цій дисципліні академічного веслування човном рухають чотири веслувальниці, використовуючи по два весла (кожна по одному на обох боках човна). Змагання складаються з двох раундів. У фіналах розігрують медалі та решту місць. Їм присвоюють літери абетки: що ближче літера до початку абетки, то на вище місце претендують веслувальниці. Довжина дистанції становить 2000 метрів — олімпійський стандарт починаючи з 1912 року.
У першому раунді проводять два попередні запливи. Перші два човни в кожному запливі виходять до фіналу A, а всі інші потрапляють до додаткового раунду.
Додатковий раунд дає веслувальницям ще один шанс потрапити до фіналу A. Човни, що посіли перші два місця, виходять до фіналу A, а решта — потрапляють до фіналу B.
У фіналі A розігрують медалі, а також місця з 4-го по 6-те. У фіналі B розігрують місця з 7-го по 10-те.

## Розклад
Змагання в цій дисципліні відбуваються впродовж п'яти окремих днів. Вказано час початку сесії. Під час однієї сесії можуть відбуватися змагання в кількох різних дисциплінах.
Вказано японський стандартний час (UTC + 9)
| Дата                         | Час        | Раунд             |
| ---------------------------- | ---------- | ----------------- |
| П'ятниця, 23 липня 2021 року | 11:50      | Попередні запливи |
| Неділя, 25 липня 2021 року   | 10:50      | Додатковий заплив |
| Вівторок, 27 липня 2021 року | 9:46 10:10 | Фінал B Фінал A   |

## Результати

### Запливи
Перші два човни з кожного запливу кваліфікувалися до фіналу A, а решта - потрапили до додаткового запливу.

#### Заплив 1
| Місце | Доріжка | Веслувальниці                                                        | Країна                | Час     | Примітки |
| ----- | ------- | -------------------------------------------------------------------- | --------------------- | ------- | -------- |
| 1     | 2       | Даніела Шульце Францішка Кампманн Карлотта Нваджіде Фріда Гаммерлінґ | Німеччина (GER)       | 6:18.22 | Q        |
| 2     | 4       | Лайла Юссіфу Інге Янссен Олівія ван Роєн Ніколь Беукерс              | Нідерланди (NED)      | 6:19.36 | Q        |
| 3     | 1       | Ганна Скотт Матілда Годжкінс-Берн Шарлотт Ґоджкінс-Бірн Люсі Ґловер  | Велика Британія (GBR) | 6:20.80 | Д        |
| 4     | 3       | Джорджия Нюджент-О'Лірі Рубі Тью Їв Макфарлейн Олівія Лое            | Нова Зеландія (NZL)   | 6:25.23 | Д        |
| 5     | 5       | Сіселі Мадден Елісон Рашер Меган О'Лірі Еллен Томек                  | США (USA)             | 6:34.36 | Д        |

#### Заплив 2
| Місце | Доріжка | Веслувальниці                                                      | Країна          | Час     | Примітки |
| ----- | ------- | ------------------------------------------------------------------ | --------------- | ------- | -------- |
| 1     | 2       | Юнься Чень Лін Чжан Ян Лю Сяотун Цуй                               | Китай (CHN)     | 6:14.32 | Q        |
| 2     | 1       | Агнєшка Кобус Марта Величко Марія Спрінгвальд Катажина Зіллманн    | Польща (POL)    | 6:18.62 | Q        |
| 3     | 4       | Валентіна Ізеппі Алессандра Монтазано Вероніка Лізі Стефанія Гоббі | Італія (ITA)    | 6:20.45 | Д        |
| 4     | 5       | Ріа Томпсон Ровена Мередіт Гаррієт Гадсон Кейтлін Кронін           | Австралія (AUS) | 6:26.21 | Д        |
| 5     | 3       | Віолен Арнудт Марго Вайоль Марі Жаке Емма Лунатті                  | Франція (FRA)   | 6:33.64 | Д        |

### Додатковий заплив
Човни, що посіли перші два місця, виходять до фіналу A, а решта — потрапляють до фіналу B.
| Місце | Доріжка | Веслувальниці                                                       | Країна                | Час     | Примітки |
| ----- | ------- | ------------------------------------------------------------------- | --------------------- | ------- | -------- |
| 1     | 2       | Ріа Томпсон Ровена Мередіт Гаррієт Гадсон Кейтлін Кронін            | Австралія (AUS)       | 6:36.67 | FA       |
| 2     | 3       | Валентіна Ізеппі Алессандра Монтазано Вероніка Лізі Стефанія Гоббі  | Італія (ITA)          | 6:37.44 | FA       |
| 3     | 5       | Джорджия Нюджент-О'Лірі Рубі Тью Їв Макфарлейн Олівія Лое           | Нова Зеландія (NZL)   | 6:39.91 | FB       |
| 4     | 4       | Ганна Скотт Матілда Годжкінс-Берн Шарлотт Ґоджкінс-Бірн Люсі Ґловер | Велика Британія (GBR) | 6:42.97 | FB       |
| 5     | 6       | Віолен Арнудт Марго Баєль Марі Жаке Емма Лунатті                    | Франція (FRA)         | 6:47.41 | FB       |
| 6     | 1       | Сіселі Мадден Елісон Рашер Меган О'Лірі Еллен Томек                 | США (USA)             | 6:50.74 | FB       |

### Фінали

#### Фінал B
| Місце | Доріжка | Веслувальник                                                        | Країна                | Час     | Примітки |
| ----- | ------- | ------------------------------------------------------------------- | --------------------- | ------- | -------- |
| 7     | 2       | Ганна Скотт Матілда Годжкінс-Берн Шарлотт Ґоджкінс-Бірн Люсі Ґловер | Велика Британія (GBR) | 6:25.14 |          |
| 8     | 3       | Джорджия Нюджент-О'Лірі Рубі Тью Їв Макфарлейн Олівія Лое           | Нова Зеландія (NZL)   | 6:29.00 |          |
| 9     | 4       | Віолен Арнудт Марго Баєль Марі Жаке Емма Лунатті                    | Франція (FRA)         | 6:29.70 |          |
| 10    | 1       | Сіселі Мадден Елісон Рашер Меган О'Лірі Еллен Томек                 | США (USA)             | 6:30.03 |          |

#### Фінал A
| Місце | Доріжка | Веслувальник                                                         | Країна           | Час     | Примітки |
| ----- | ------- | -------------------------------------------------------------------- | ---------------- | ------- | -------- |
| 1     | 3       | Чень Юнься Чжан Лін Лю Ян Цуй Сяотун                                 | Китай (CHN)      | 6:05.13 | WB       |
| 2     | 5       | Агнєшка Кобус Марта Величко Марія Спрінгвальд Катажина Зіллманн      | Польща (POL)     | 6:11.36 |          |
| 3     | 6       | Ріа Томпсон Ровена Мередіт Гаррієт Гадсон Кейтлін Кронін             | Австралія (AUS)  | 6:12.08 |          |
| 4     | 1       | Валентіна Ізеппі Алессандра Монтазано Вероніка Лізі Стефанія Гоббі   | Італія (ITA)     | 6:13.33 |          |
| 5     | 4       | Даніела Шульце Францішка Кампманн Карлотта Нваджіде Фріда Геммерлінґ | Німеччина (GER)  | 6:13.41 |          |
| 6     | 2       | Лайла Юссіфу Інге Янссен Олівія ван Роєн Ніколь Беукерс              | Нідерланди (NED) | 6:15.75 |          |